# Eipulver
Als Eipulver oder Volleipulver bezeichnet man getrocknete Eier. Genauso wie Milchpulver wird Eipulver im Sprühtrockner getrocknet. Eipulver ist gegenüber frischen Eiern deutlich länger haltbar: Bei optimaler Lagerung sind fünf bis zehn Jahre möglich. Eine besondere Kühlung ist nicht erforderlich.
Eipulver wird oft günstiger angeboten als die entsprechende Menge Frischei. Bei der Herstellung müssen zu hohe Temperaturen vermieden werden, damit es nicht zur Denaturierung der enthaltenen Proteine kommt.

## Verwendung
Um zur Herstellung von Speisen, wie z. B. Rührei und Omeletts, das Eipulver wieder in ein Vollei-ähnliches Produkt zu überführen, wird es mit der dreifachen Menge Wasser aufgeschlagen.
Es kann aber auch ohne erneute Hydration zum Backen verwendet werden.
100 g Eipulver entsprechen in etwa acht frischen Eiern.
Eipulver wurde im Zweiten Weltkrieg bei der Verpflegung der deutschen Wehrmacht – wie es hieß – „aus technischen Gründen“ verwendet, da „der Nachschub von frischen Eiern nicht immer möglich (ist).“ Angeblich wurden „an die Zivilbevölkerung auch während des Krieges nur frische Eier verteilt,“ Zeitungsrezepte etwa für „Kuchen ohne Fett und Ei zum Osterfest“, bei denen „Eiaustauschmittel“ bzw. „Eipulver“ zur Verwendung kamen, sprechen jedoch eine andere Sprache.
Während der Berlin-Blockade war Trockenei ein wesentlicher Bestandteil der Nahrungsmittelversorgung. Zusammen mit dem Kartoffelpulver „POM“ bildete es eines der Hauptnahrungsmittel jener Zeit.
Die derzeit älteste bekannte Beschreibung zur Herstellung von Trockenei (Eipulver) erfolgte 1821.